# Raško
Raško este un sat din comuna Kolašin, Muntenegru. Conform datelor de la recensământul din 2003, localitatea are 35 de locuitori (la recensământul din 1991 erau 76 de locuitori).

## Demografie
În satul Raško locuiesc 30 de persoane adulte, iar vârsta medie a populației este de 46,6 de ani (47,3 la bărbați și 45,9 la femei). În localitate sunt 15 gospodării, iar numărul mediu de membri în gospodărie este de 2,33.
Populația localității este foarte eterogenă.
|  |

| Demografie | Demografie | Demografie |
| An         | Locuitori  | Locuitori  |
| ---------- | ---------- | ---------- |
|            |            |            |
|            |            |            |
|            |            |            |
|            |            |            |
| 1948       | 232        |            |
| 1953       | 217        |            |
| 1961       | 209        |            |
| 1971       | 177        |            |
| 1981       | 125        |            |
| 1991       | 76         | 74         |
| 2003       | 35         | 35         |

| \| Componența etnică conform recensământului din 2003[2] \| Componența etnică conform recensământului din 2003[2] \| Componența etnică conform recensământului din 2003[2] \| Componența etnică conform recensământului din 2003[2] \| Componența etnică conform recensământului din 2003[2] \| \| ----------------------------------------------------- \| ----------------------------------------------------- \| ----------------------------------------------------- \| ----------------------------------------------------- \| ----------------------------------------------------- \| \| \| \| \| \| \| \| Muntenegreni \| Muntenegreni \| \| 18 \| 51,42% \| \| Sârbi \| Sârbi \| \| 16 \| 45,71% \| \| Iugoslavi \| Iugoslavi \| \| 1 \| 2,85% \| \| necunoscută \| necunoscută \| \| 0 \| 0% \| |              |  |    |        |
| Componența etnică conform recensământului din 2003 |              |  |    |        |
| |              |  |    |        |
| Muntenegreni | Muntenegreni |  | 18 | 51,42% |
| Sârbi | Sârbi        |  | 16 | 45,71% |
| Iugoslavi | Iugoslavi    |  | 1  | 2,85%  |
| necunoscută | necunoscută  |  | 0  | 0%     |